# Muzeum Lizaka w Jaśle

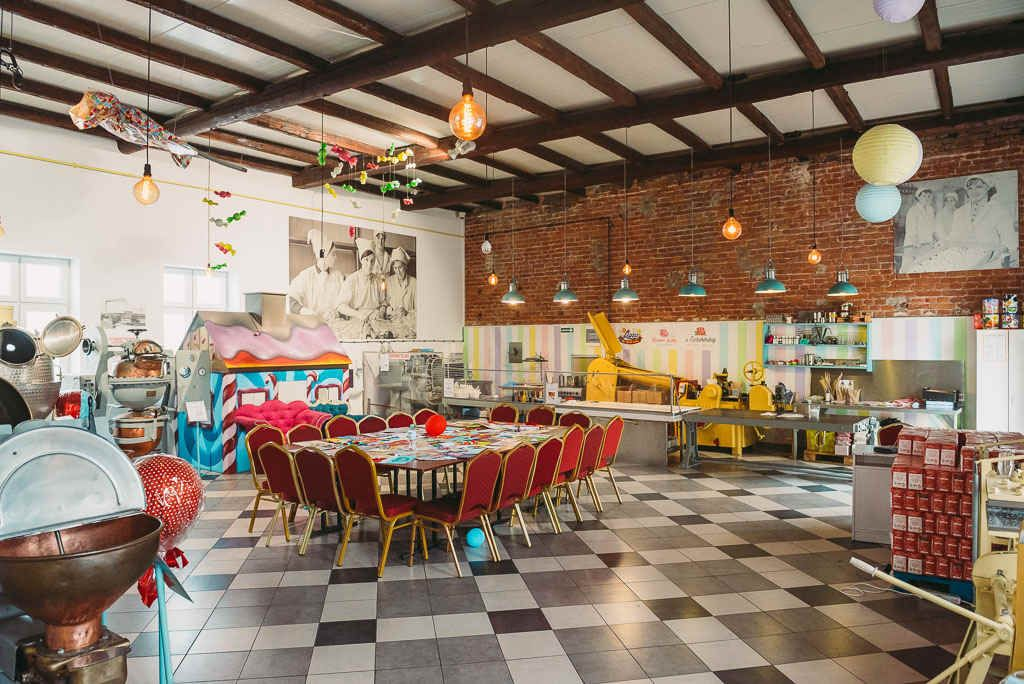
Wnętrze Muzeum Lizaka w Jaśle

Muzeum Lizaka w Jaśle – to prywatne muzeum w Jaśle, prezentujące historię lokalnego cukiernictwa, proces tworzenia lizaków oraz urządzenia, w których kiedyś je produkowano.
W 2020 r. powstał tu największy lizak w Polsce i w Europie. Cukrowy gigant ważył 101,6 kg i został zatwierdzony przez Biuro Rekordów. Do jego produkcji zużyto 65 kg cukru i 40 kg syropu glukozowego.

## Lokalizacja
Muzeum mieści się w budynku przedwojennej kaflarni, przy ul. Floriańskiej w Jaśle.

## Historia
Placówka została otwarta w 2017 roku z inicjatywy Katarzyny i Grzegorza Schabińskich. Nawiązuje ona do ponad półwiecznej tradycji cukiernictwa w Jaśle.

## Charakterystyka
Muzeum Lizaka w Jaśle to jedyne w Polsce muzeum, gdzie można zobaczyć pełny proces tworzenia lizaków i cukierków. Całość wystawy jest oparta na wrażeniach zmysłów ukierunkowanych odpowiednio przy pomocy adekwatnego wyposażenia i techniki multimedialnej. Osoba zwiedzająca Muzeum ma możliwość smakowania surowców i wyrobów, wąchania aromatów, dotykania urządzeń i samodzielnego tworzenia wzorcowych wyrobów. Na terenie Muzeum znajdują się autentyczne urządzania przemysłowe, na których były i są wytwarzane lizaki i karmelki.